# Ernest Abason
Ernest Abason (n. 6 ianuarie 1897, București, România – d. 1943, București, România) a fost matematician și inginer constructor român de etnie evreu, fost profesor la Politehnica din București; a adus contribuții în domeniul funcțiilor periodice, în mecanică și în electricitate.

## Biografie

Manual de algebră din perioada interbelică având ca autor principal pe Ernest Abason

S-a născut la București într-o familie de evrei. Și-a efectuat studiile universitare în orașul natal. În 1921 este licențiat în matematică, iar un an mai târziu  în domeniul ingineriei construcțiilor.
A avut ca profesor pe Traian Lalescu, sub îndrumarea căruia, în 1926, obține doctoratul în matematică cu un subiect din domeniul ecuațiilor integrale.
În perioada 1923 - 1931, este asistent universitar și conferențiar la Școala Politehnică din București, ca între 1928 și 1940 să fie subdirector al acestei școli.
A făcut parte din Direcția Generală a Apelor din MLP.
În 1922 devine membru al Societății "Gazeta Matematică".
A fost profesor titular la Catedra de Geometrie descriptivă pe lângă Școala Politehnică din București.
În octombrie 1940 a fost înlăturat din învățământ pe baza unui decret de lege xenofob împotriva evreilor.

## Contribuții
Preocupările sale au vizat în special, ecuațiile integrale, seriile periodice, analiza armonică a funcțiilor periodice, precum și aplicațiile analizei matematice în electricitate și electromecanică.
A redactat manuale pentru învățământul secundar și superior și o serie de articole în diferite publicații de specialitate.

## Scrieri
- 1925, 1926, 1931 - Curs de matematici generale;
- Geometrie descriptivă pentru elevii Școlii Politehnice.
- 1933: Elemente de mecanică.[6]